# Benji
Benji, polgári nevén Le Quang Huy (Budapest, 1997. december 9. –) vietnámi származású magyar énekes-dalszerző.

## Élete
A vietnámi származású zenész már gyermekként több hangszerrel barátságot kötött, éveken át tenorkürtözött, és mai napig szívesen ül a zongora vagy a gitár mellé. Az énekléssel hobbiként kezdett el foglalkozni, de idővel egyre többen biztatták, hogy fordítson több időt az éneklésre.
Számos énekverseny első és dobogós helyezése után Benji 2014-ben jelentkezett az X-Faktorba. A „mentorok házáig” menetelő tehetséget a „Fiúk” kategória mentora Alföldi Róbert először nem válogatta be csapatába, így Benji nem juthatott be az adásba is bekerülő legjobb tizenkettő közé. Egy újításnak köszönhetően azonban a mentorok kategóriánként kiválaszthattak plusz egy versenyzőt, akik közül a nézők szavazhatták meg, ki kerüljön tizenharmadikként a műsorba. Alföldi Róbert Benjinek adott új esélyt, a nézők pedig beszavazták őt az évad legjobbjai közé. Az akkor még csak tizenhat éves énekes egészen a fináléig menetelt, és harmadik helyezést elérve egyben ő lett a széria legjobb férfi előadója.
Benji 2015 júniusában jelentette meg első kislemezét, melyen a bemutatkozó dala angolul, magyarul és Dj Newik remixében szerepelt. A remix változathoz készült első videóklip gyorsan sokak kedvence lett.
A fiatal énekes „Kötéltánc” című dalával nevezett „A Dal 2016” eurovíziós nemzeti dalválogatójába, ahol közel 400 dalból egészen a középdöntőig jutott. A sikeres évkezdet után Benji kihozta „New Day” című dalát, és 2016 nyarára megjelentette második klipjét és egyben harmadik kislemezét „Filteres álmok” címmel. Ezzel a dallal sikerült elérnie karrierje legnagyobb rádiós sikerét, hiszen a „Filteres álmok” 7 héten át szerepelt a MAHASZ Rádiós Top 40 játszási listáján, ahol a 15. volt a legjobb helyezése. A dal egyben 2016 nyarának magyar rádiós slágerei között a 10. lett a MAHASZ játszási listája alapján.
A 2017-es évbe Benji ismét „A Dal” színpadán találhatta magát, ahova ezúttal „Karcok” című dalával jelentkezett. A versenydal a közönség szavazatával a középdöntőig jutott, de az élő show mellett futó „Dal Akusztik” különdíj győztese is lett. Benji a díj elnyerésével lehetőséget kapott arra, hogy bemutatkozzon a II. Petőfi Zenei Díj gáláján, a Volt Fesztivál nulladik napján. A nagyszínpadán megrendezett gálán Benji bemutatta „Ellentűz” című dalát.
Az énekes az évben létrehozta zenekarát. A kiváló fiatal zenészekből álló csapat januárban a Petőfi Rádió egyórás akusztikus koncertjén mutatkozott be. Ez az együttes készítette a „Dal Akusztik 2017” győztes feldolgozását, de a srácok készítették és kísérték a „Dal 2017” középdöntőjében Benji versenydalának újragondolt zenekaros változatát is.
Benji első nagylemeze 2017 decemberében, tizenhét dallal, „Karcok” címmel jelent meg. Az albumon olyan neves zeneszerzőkkel és producerekkel dolgozott, mint Szepesi Zsolt, Szabó Ádám, Fodor Máté vagy Somogyvári Dániel, de maga is több dalban közreműködött szerzőként is. A szövegírók névsora is igen impozáns: Valla Attila, Hujber Szabolcs, Csarnai Borbála és Lombos Márton.
A fiatal énekes kilépve a megszokott rutinból 2017-ben csatlakozott a Petőfi Tv „Holnap Tali” fiataloknak fiatalokról szóló web- és televíziós filmsorozatához, ahol a 2. évadtól „Huy” néven láthatjuk. A sorozat az 5. évadtól új főcímdalt kapott, melyet Benji Juhász Leventével és Patocska Olivérrel közösen énekel. A dalhoz videóklip is készült.
Benji 2018-ban nevezett a Fővárosi Önkormányzat által meghirdetett Budapest Dal 2018. pályázatra, ahol 116 alkotás közül a „Bárhol járok” című dalával elnyerte a Budapest Dal 2018 közönségdíját. A dal megjelent azon a „Budapest Dal 2018” című válogatáslemezen is, melyen a 16 döntőbe került előadó és dala szerepelt. A 16 előadó dalaikat 2018. április 28-án a Thália Színházban egy exkluzív gálán mutatták be. Itt derültek ki a győztesek és adták át a nekik járó díjakat.

## Diszkográfia

### Nagylemezek
- 2017 – Karcok

### Kislemezek
- 2015 – Atmosphere / Az élet szép
- 2016 – Kötéltánc [A Dal, 2016]
- 2016 – New Day
- 2016 – Filteres álmok
- 2017 – Karcok [A Dal, 2017]
- 2017 – Korhatáros (duett Lolával)
- 2017 – Ellentűz
- 2018 – Letagadom
- 2018 – Holnap tali (közreműködés Juhász Levente és Patocska Olivér mellett)
- 2018 – Bárhol járok [Budapest Dal, 2018]

## Díjak
- "Budapest Dal 2018." – „Bárhol járok" című dal: Közönségdíj / 2018
- "A Dal Akusztik 2017" – „Karcok" című dal feldolgozása: első helyezett / 2017
- "A Dal 2017" – „Karcok" című dal: középdöntő / 2017
- "A Dal 2016" – „Kötéltánc" című dal: középdöntő / 2016
- X-Faktor – Harmadik helyezett, Legjobb férfi előadó / 2014
- Arany Violin Énekverseny – Első helyezett / 2014
- Dunakanyar Hangja – Első helyezett / 2013
- Asian Voice Énekverseny – Harmadik helyzet / 2012